# 新口岸水塘

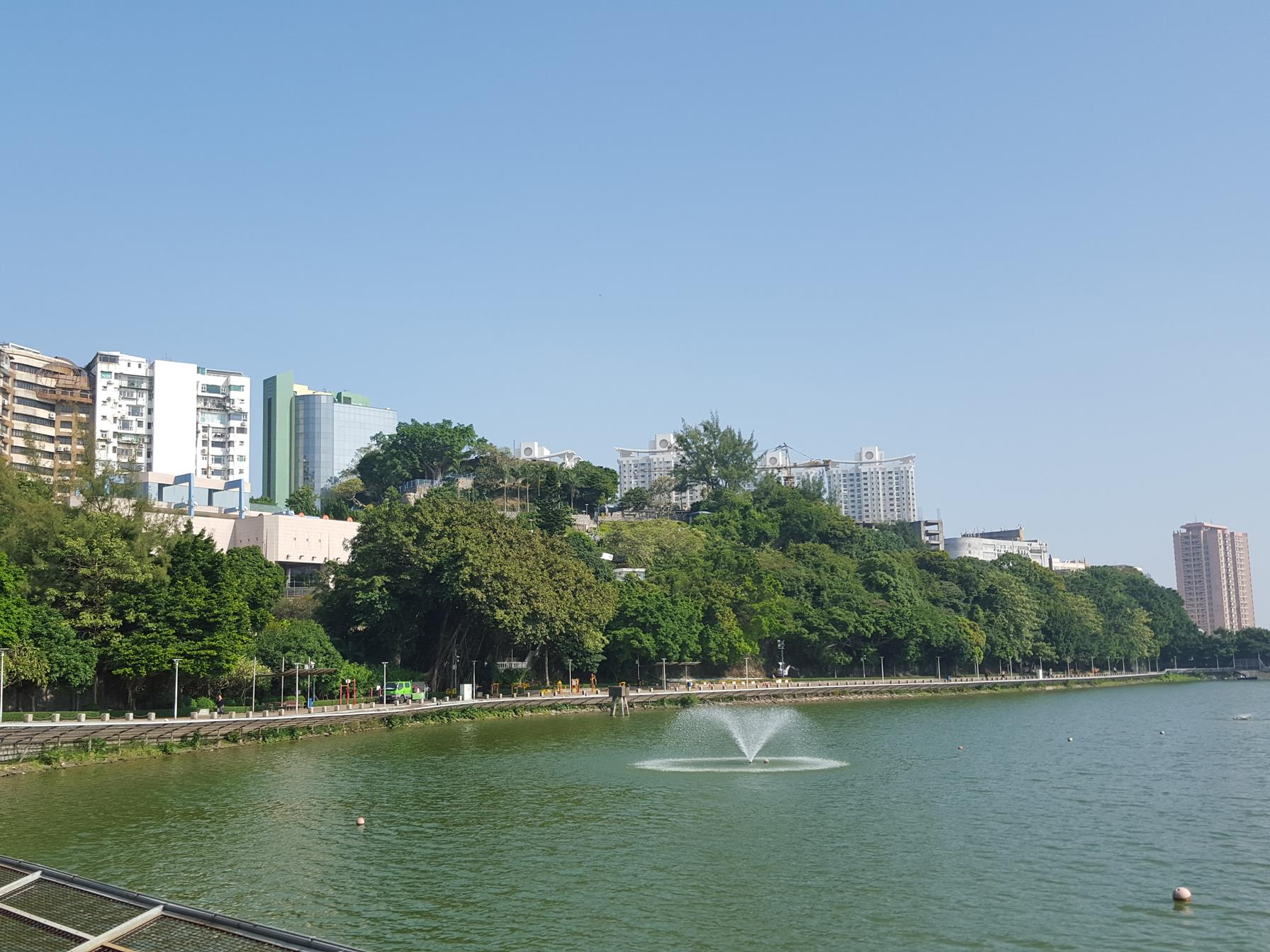
大水塘

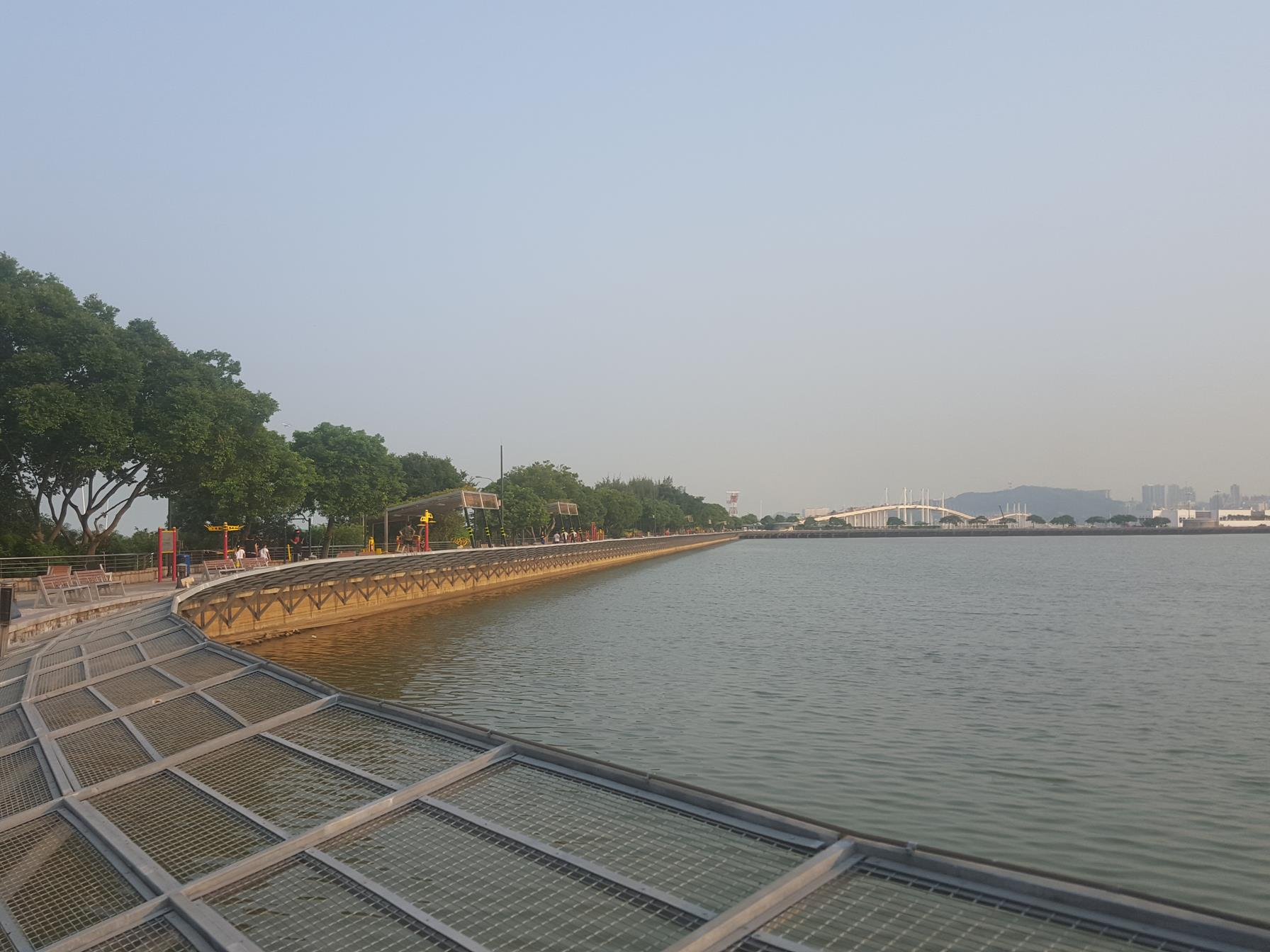
大水塘東北角

新口岸水塘，是指位於澳門新口岸北面的水塘。此水塘沒有官方名稱，只稱為水塘（葡萄牙語：Reservatório）或貯水塘（葡萄牙語：Reservatório de Água），坊間為了區分它與石排灣水塘，因此又會將之稱為澳門水塘或大水塘。水塘屬花地瑪堂區管理，是澳門境內面積最大和貯水量最大的水塘。

## 歷史
水塘並非天然水塘，原屬黑沙環南面劏狗環海域。

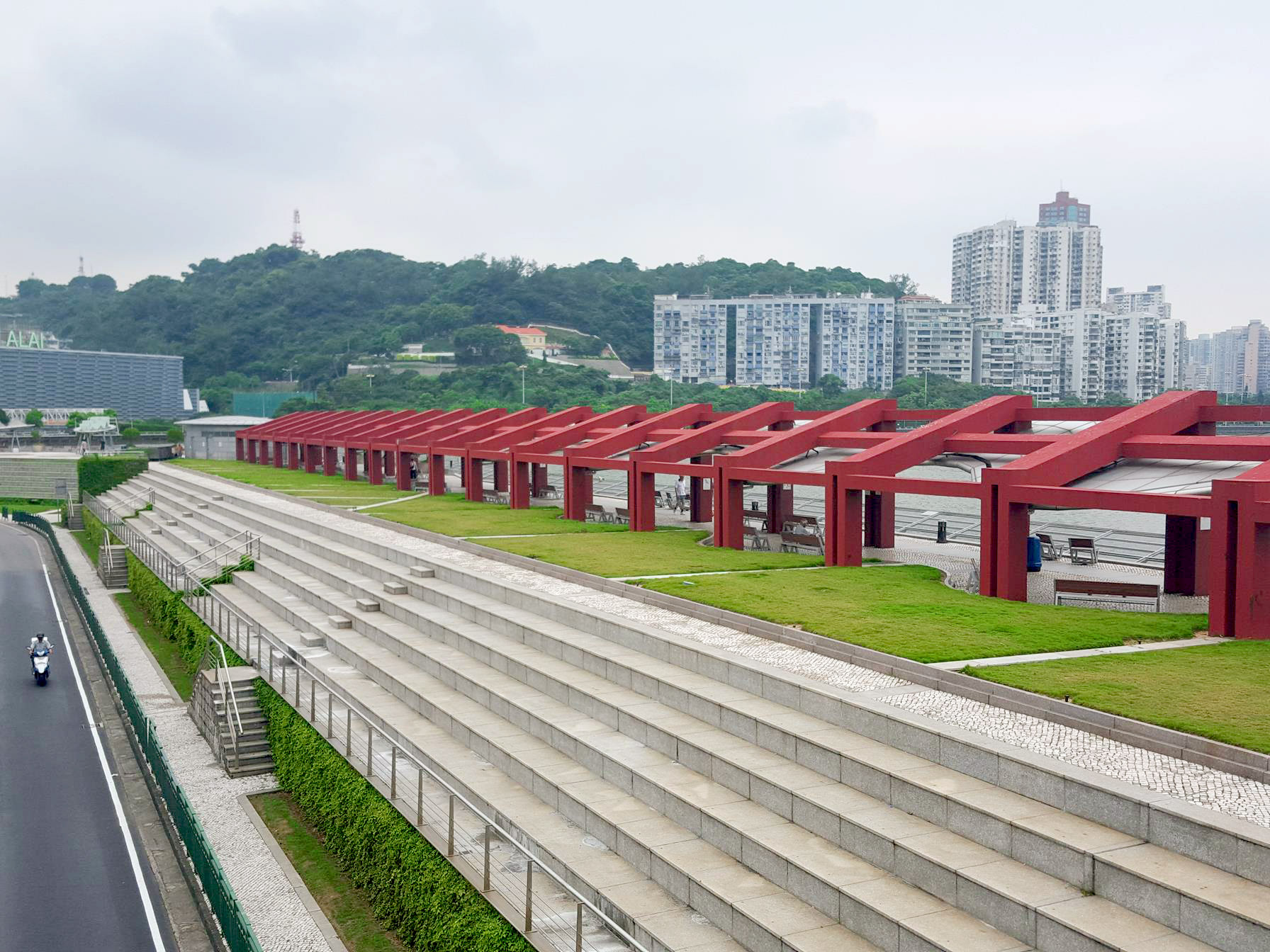
水塘步行徑中固定看台

荷蘭軍隊曾於1622年（明天啟二年）6月22日艦隊到達澳門。荷蘭兵在當時仍為海灘的劏狗環（今水塘）一帶登陸，向澳門城區推進。其後人數較少的葡萄牙守兵等以少勝多反攻擊敗荷蘭兵。
當年政府的填海計劃是把現在水塘的位置闢為工業區，不過後來批給自來水公司，配合當時澳門供水需求增加，便規劃成貯水塘。新口岸水塘的建造工程在1935年動工，並在1938年建成啟用。佔地面積約為三十萬平方米，當年設計的最高貯水量5億5千萬加侖。
2000年，水塘16萬平方米的水面被填平，興建水塘馬路。

## 水塘馬路

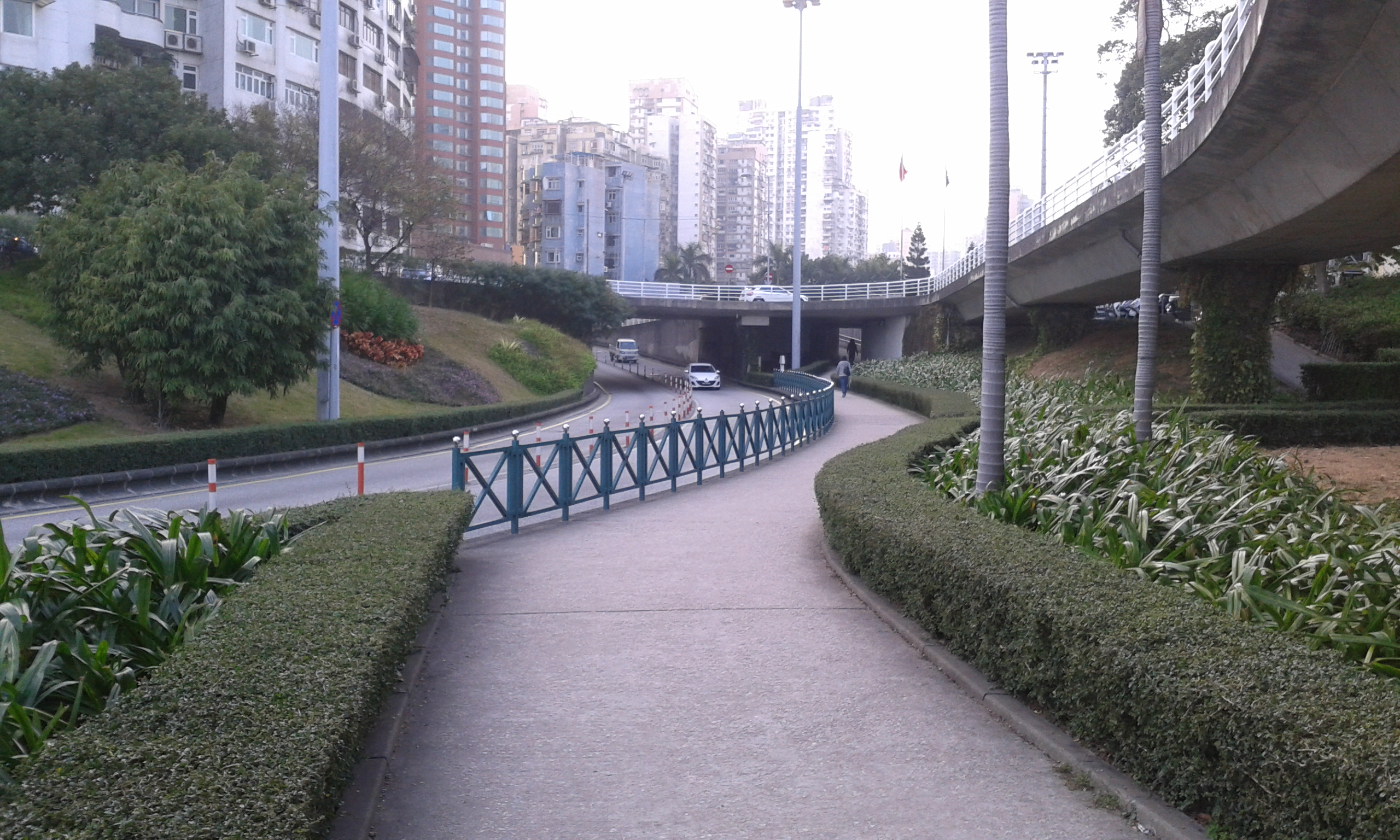
水塘馬路

水塘馬路（俗稱水塘新路），全長約530米，大部分4線雙向行車，連接鮑思高圓形地及羅理基博士大馬路，用以緩解松山隧道的交通壓力，特別是在澳門格蘭披治大賽車期間。鮑思高圓形地一端設有立體交匯，是為了在大賽車期間兩區之間交通不會中斷。
水塘馬路興建在澳葡政府時已經提出，透過填平水塘部份水面用以興建道路，更於1998年完成公開招標，不過因財政問題等一度擱置。
回歸後因松山隧道交通問題惡化而再次提出。並於2000年6月開始建造工程，原定工期為十個月，不過因施工期間工程需修改建築圖則及遷就回歸周年慶祝活動而延期。最終於2002年1月4日通車，當時尚未有正式名稱，因此當時市民習慣稱為“水塘新路”。直至同年8月19日，民政總署管理委員會才把它正式命名為“水塘馬路”。

## 水塘公園

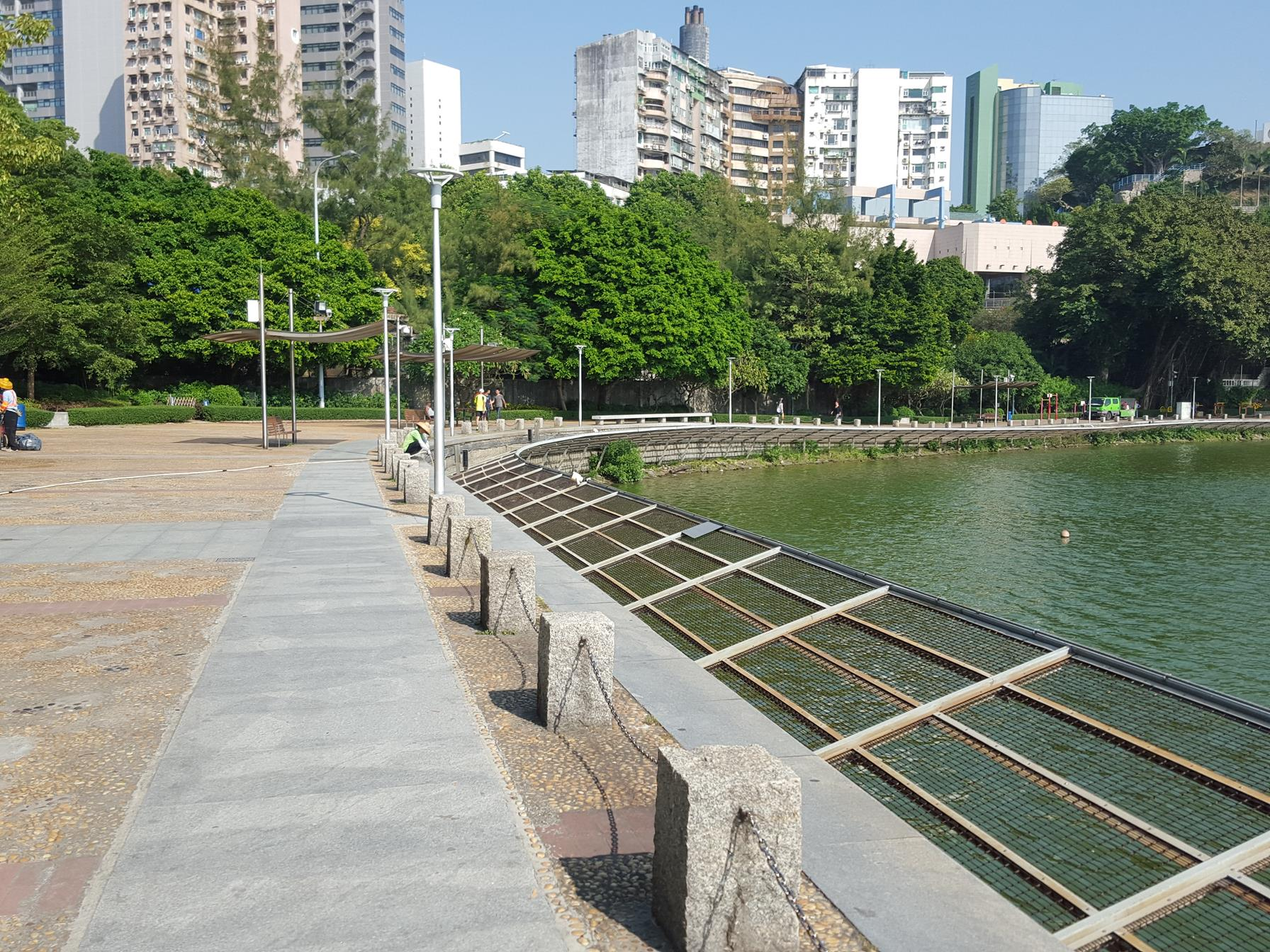
水塘公園

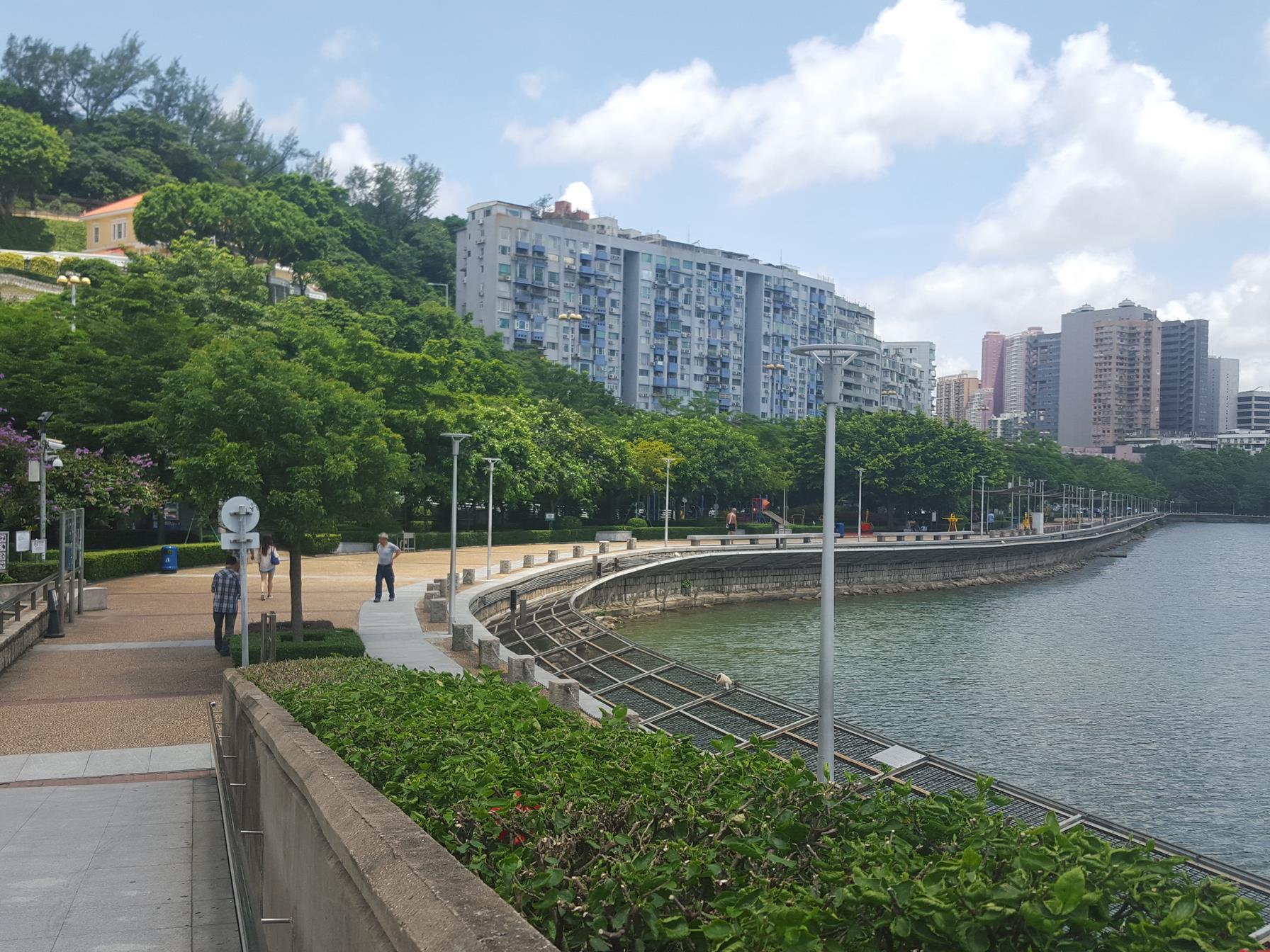
水塘公園

水塘公園是非步行徑，此公園是水塘馬路的配套工程。因為環繞水塘而得名水塘公園，全長約2600米，分兩期工程建成。公園內設有涼亭、兒童遊樂設施及大眾健身設施。由於公園附近有不少住宅區，而且交通便利，因此是澳門居民除松山外最主要及最熱門的運動場地。它也是新口岸與黑沙環的主要步行通道。為便利市民使用公園而設有三座行人天橋，分別連接黑沙環海濱公園、大賽車賽事中心及外港碼頭。

### 歷史
公園建成前，新口岸水塘周圍屬於自來水公司管轄的禁區，被圍網環繞，人煙稀少。只有在澳門格蘭披治大賽車期間因為在此設置看台，人流才有所增加。
2000年，水塘公園伴隨水塘馬路的工程一起動工，並於2002年1月4日啟用，當時全長約900米。早年政府為了優化東北區的交通網絡，而將水塘靠近松山一側開闢成水塘馬路，以貫通往來美副將大馬路、北區與新口岸的交通；並於靠近水塘馬路一側的水塘提堰興建此公園，為區內的居民增加休憩活動空間。園內置有健步器、划船器、座椅及兒童康樂設施等。水塘公園第二期的工程亦在2006年展開整治工程，2007年6月竣工，為擴大市民可活動的休憩空間，第二期工程將公園延長1500米，形成一條全長2600米集康體設施和綠化休憩的公園，還增加大量的康樂設施，如鵝卵石健康徑、長廊、公共洗手間、小型噴泉等。園內有座設計新穎的涼亭，亭內天窗是採用三層透明玻璃，富特色之餘亦可仰望藍天。政府在公園內還建造了一條連接水塘公園與黑沙環海濱公園的行人天橋，並對公園下方的賽車看台進行重整。

### 水塘步行徑
步行徑位於水塘馬路，2002年間正式開始啟用。步行徑的出現是由於早年政府為了優化東北區的交通網絡，而將水塘靠近松山一側開闢成水塘馬路，以貫通往來美副將大馬路、北區與新口岸的交通；並隨工程於靠近水塘馬路側的水塘堤堰興建水塘步行徑，為區內的居民增加休憩活動空間。政府於2006年1月開始按計劃展開水塘步行徑整治工程計劃，並於2007年6月竣工，除了將從前的步行徑由900米延長多1,500米，還增加了大量的康體及實用設施，如鵝卵石健康徑、長廊、公共洗手間、狗廁所、小型嘖泉、小賣亭、水塘圍網、飲水機、照明及監察系統等，亦廣植了不同的觀賞植物。新舊兩條步行徑已經合在一起成為了統一的步行徑系統，舊的步行徑採用微凸的鵝卵石來鋪地面，而新的則以葡式碎石鋪砌，較為着重舒適性和觀賞性；其次舊的步行徑旁的座椅無論是石椅或是木椅，都是劃一地向着水塘方向的，但新的步行徑則會較着重個性化的擺設，鐵與木組合成的座椅或向水塘或向馬路。步行徑旁的亭子設計，舊一段的步行徑只有劃一的微波紋灰色亭子，而新一段的步行徑則加人了三角波浪形亭子、一系列的大型銀白組合亭子，尤其是近漁翁街一段那座設計新穎的涼亭，亭高3層，其内天窗是採用透明玻璃做的。

## 大水塘水廠
澳門自來水公司在1998年位於漁翁街旁大水塘第一期水廠建成，每日可處理淨化水6萬立方米，主要供應澳門北區，新口岸填海區及氹仔等地。
2008年大水塘水廠二期完工投產，其生產能力為每日6萬立方米，使全澳供水能力達到33萬立方米。2010年大水塘第二期水廠的 「氣浮超濾處理工藝」獲國際水協會（IWA）頒發2010年東亞區水處理工藝設計榮譽獎，標誌公司的水處理工藝處於國際領先地位。
2015年大水塘第三期擴建完成，澳門每日供水能力從33萬立方米增加到39萬立方米。

## 詮釋
1. ↑  與從前的步行徑合在一起算，成為總共2,400米的步行徑
2. ↑  指新一段步行徑，因舊一段已於2003年設置

## 交通
M52 漁翁街／勞工事務局（Rua dos Pescadores / DSAL）
路線：1A、3A、10、10B、28B、29、102X
M53 水塘北角／勞工事務局（R Bend / DSAL）
路線：1A、10、10B、17、17S、28B、29、102X
M66 水塘馬路（Est. do Reservatório）
路線：32